# 8165 Gnädig
(8165) Gnädig, denumire internațională (8165) Gnadig, este un asteroid din centura principală de asteroizi.

## Descriere
8165 Gnädig este un asteroid din centura principală de asteroizi. A fost descoperit pe 21 noiembrie 1990 la Observatorul La Silla de Eric Walter Elst. Asteroidul prezintă o orbită caracterizată de o semiaxă mare de 2,28 ua, o excentricitate de 0,21 și o înclinație de 7,6° în raport cu ecliptica.